# Cmentarz św. Piotra i Pawła w Gnieźnie
Cmentarz św. Piotra i Pawła – zabytkowa nekropolia Gniezna. Zajmuje obszar ok. 4 ha i usytuowany jest w zachodniej części miasta w obrębie ulic: Kłeckoskiej, Powstańców Wielkopolskich i Górnej, od strony zachodniej graniczy z terenami Stada Ogierów. Cmentarzem zarządza parafia archikatedralna Wniebowzięcia NMP.

## Historia
Na wzgórzu zwanym Piotrowo za jeziorem Jelonek zbudowano w końcu XVII w. na miejscu drewnianego, kościół pw. św. Piotra i Pawła murowany. W roku 2012 krypta kościoła zlokalizowanego na terenie cmentarza, decyzją prymasa abp. Józefa Kowalczyka stała się nekropolią biskupów gnieźnieńskich
Tam od XIII wieku do 1802 r. istniała parafia, był też cmentarz, który przejęła parafia św. Trójcy. W 1805 kwaterę otrzymała parafia katedralna, a od 1829 chowano też parafian należących do św. Wawrzyńca. Zniwelowano stary cmentarz i powiększono teren o proboszczowski ogród. Przeprowadzono wówczas tzw. oczyszczenie cmentarza (purgatio coementerii) i na odnowionym terenie rozpoczęto chowanie zmarłych. Na skrzyżowaniu alejek wystawiono obelisk ze spoinowanej czerwonej cegły z napisem „ Miejsce spoczynku Zwłoków Chrystusowych z fundacji ś.p. biskupa Marcina Siemieńskiego sufragana gnieźnieńskiego założone roku 1832”
Podstawę obelisku stanowią dwa kamienne stopnie, na których spoczywa bryła w formie czterościanu, a na niej ostrosłup zwieńczony metalowym krzyżem. Na ścianach ostrosłupa umieszczono cementowe, herbowe tarcze. Ściana od strony wschodniej przyozdobiona jest symbolem Wiary- Nadziei-Miłości, zachodnia -krzyżem oplecionym koroną cierniową, południowa – wieńcem z liściem palmowym przewiązanym wstęgą. Płyta z szarego piaskowca zawiera napis „Obywatele Miasta Gniezna odnowili (obelisk) w 1889 roku. W Bogu Nadzieja Nasza”. Kolejna tablica informuje że obelisk „Odnowiono przez Wojewódzkiego Konserwatora Zabytków staraniem Towarzystwa Miłośników Gniezna A.D. 2000”.
W roku 1843 cmentarz powiększono o plebańskie grunty uprawne w kierunku wschodnim, a w 1903 w kierunku północnym do ul. Górnej.

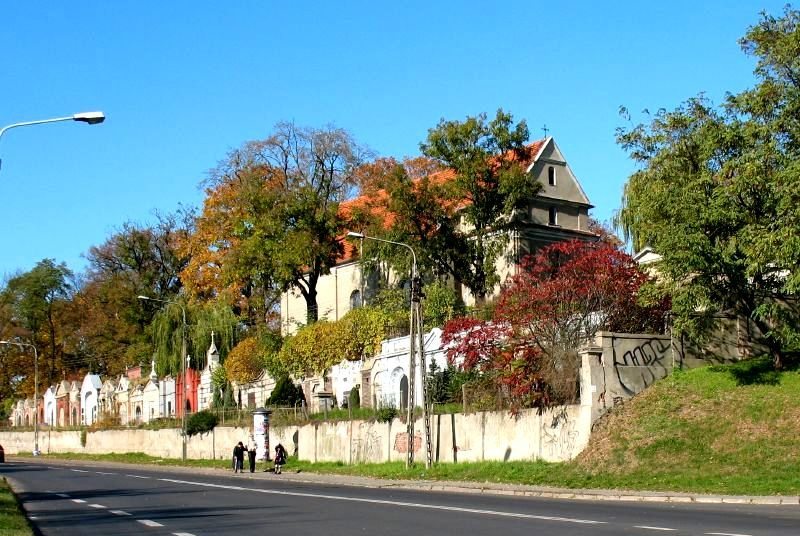
Widok od ul. Kłeckoskiej na naziemne grobowce okalające kościół pw. św. Piotra i Pawła

Kościół został otoczony 46 naziemnymi grobowcami w latach 1850–1910 o bardzo ciekawych, bogato ozdobionych, bryłach architektonicznych w stylu neogotyckim i neobarokowym.

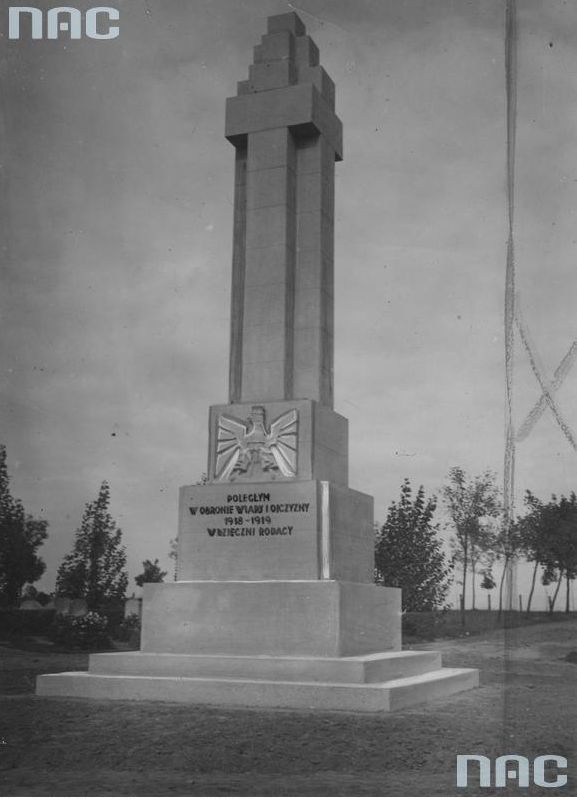
Pomnik Powstańców Wielkopolskich 1918-1919 na cmentarzu św. Piotra i Pawła

W części północnej cmentarza znajduje się kwatera nazwana „Akropolem Bohaterów” na której znajdują się mogiły poległych w walkach powstańców wielkopolskich. Miejscem centralnym kwatery jest dziewięciometrowej wysokości żelbetonowy pomnik, ufundowany przez społeczeństwo Gniezna i uroczyście odsłonięty i poświęcony 1 listopada 1933 roku, przez ks. Bp Antoniego Laubitza. Na pomniku widnieje napis „Poległym w obronie Wiary i Ojczyzny 1918-1919. Wdzięczni Rodacy”  oraz tablica z nazwiskami poległych.
Monument został przez Niemców w 1940 doszczętnie zniszczony, jedynie cudem zachowała się płaskorzeźba orła skrycie wydobyta ze sterty gruzu przez kilku Gnieźnian przechowana do czasów powojennych posłużyła jako symboliczny element odbudowy pomnika, co nastąpiło w roku 1958 ze środków Społecznego Funduszu Odbudowy Stolicy, staraniem kombatantów zrzeszonych w ZBoWiD.